# رومن کودرنو
رومن کودرنو (رومانیایی: Roman Codreanu؛ ۱۷ نوامبر ۱۹۵۲ – ۲۶ مه ۲۰۰۱) کشتی‌گیر اهل رومانی بود.
وی در مسابقات کشوری و بین‌المللی در مجموع برندهٔ ۱ مدال طلا، ۱ مدال نقره، ۴ مدال برنز شده‌است.